# Забрамний (притока Побука)
Забрамний — це струмок, який проходить під центром Дрогобича та впадає в Побук (Серет), є його лівою притокою.

## Назва
Гідронім «Забрамний» є умовним, оскільки його справжня історична назва невідома. На всіх доступних картах струмок позначений як безіменний.
Назва «Забрамний» походить від фрази «за брамою» і вказує на те, що струмок протікав приблизно за 100 метрів від міського валу, де розташовувалися дві брами — Львівська та Замкова.

## Розташування
Колись струмок брав свій витік із яру, що знаходився неподалік головного корпусу Дрогобицького педагогічного університету. Далі він протікав поміж будинками та полями (у проміжку між сучасними вулицями Івана Франка та Лесі Українки), звідти проходив під сучасною Площею Шевченка, потім тік приблизно за 20 метрів на схід від сучасної вулиці Шолом-Алейхема та, повторюючи вигин сучасної вулиці Бруно Шульца, впадав у річку Серет/Побук.
Нині струмок повністю закритий колектором на всій своїй довжині.

## Історія
Історично Забрамний відділяв центр міста від північних передмість, а через нього від міського валу пролягали два мости — на Стрий та Львів. Звіти і назви вулиць.
Перші спроби пустити Забрамний під землю розпочалися у 1880-х роках. До 1894 року весь струмок аж до сучасної вулиці Івана Мазепи (тоді ще частини Стрийської) було закрито в колектор. На міському плані Дрогобича за 1934 рік видно, що далі його не накривали.
Однак у проміжку між 1940-ми та 1980-ми роками колектор продовжили приблизно на 80 метрів від вулиці Івана Мазепи, а поверх нього проклали дорогу, яка згодом повернула на схід, започаткувавши вулицю Дарвіна (нині Бруно Шульца). Тоді ж береги струмка укріпили бетонними плитами.
Ще до 1994 року частина струмка залишалася відкритою. Згодом його повністю накрили, а на місці русла продовжили вулицю Бруно Шульца.

## Карти, де можна знайти струмок
- Мапи Фрідріха фон Міґа (1779—1783)
- Кадастрова карта Дрогобича (1853)
- Художня реконструкція карти Дрогобича XVII століття Фелікса Ляховича
- Міськплан Дрогобича (1934)
- Карта Дрогобича (1994)